# Омега Центавра
ω Центавра (Омега Центавра, NGC 5139) — шаровое звёздное скопление в созвездии Центавр, крупнейшее известное шаровое скопление в нашей Галактике, а также одно из самых близких к Земле. Его видимая звёздная величина +3,9m делает это шаровое скопление одним из немногих, которые видны невооружённым глазом. Возможно, Омега Центавра является остатком карликовой галактики, которую поглотил Млечный Путь, на что указывает не только большая масса скопления, но и другие его особенности. Скопление известно с древних времён, но долгое время считалось звездой.

## Характеристики

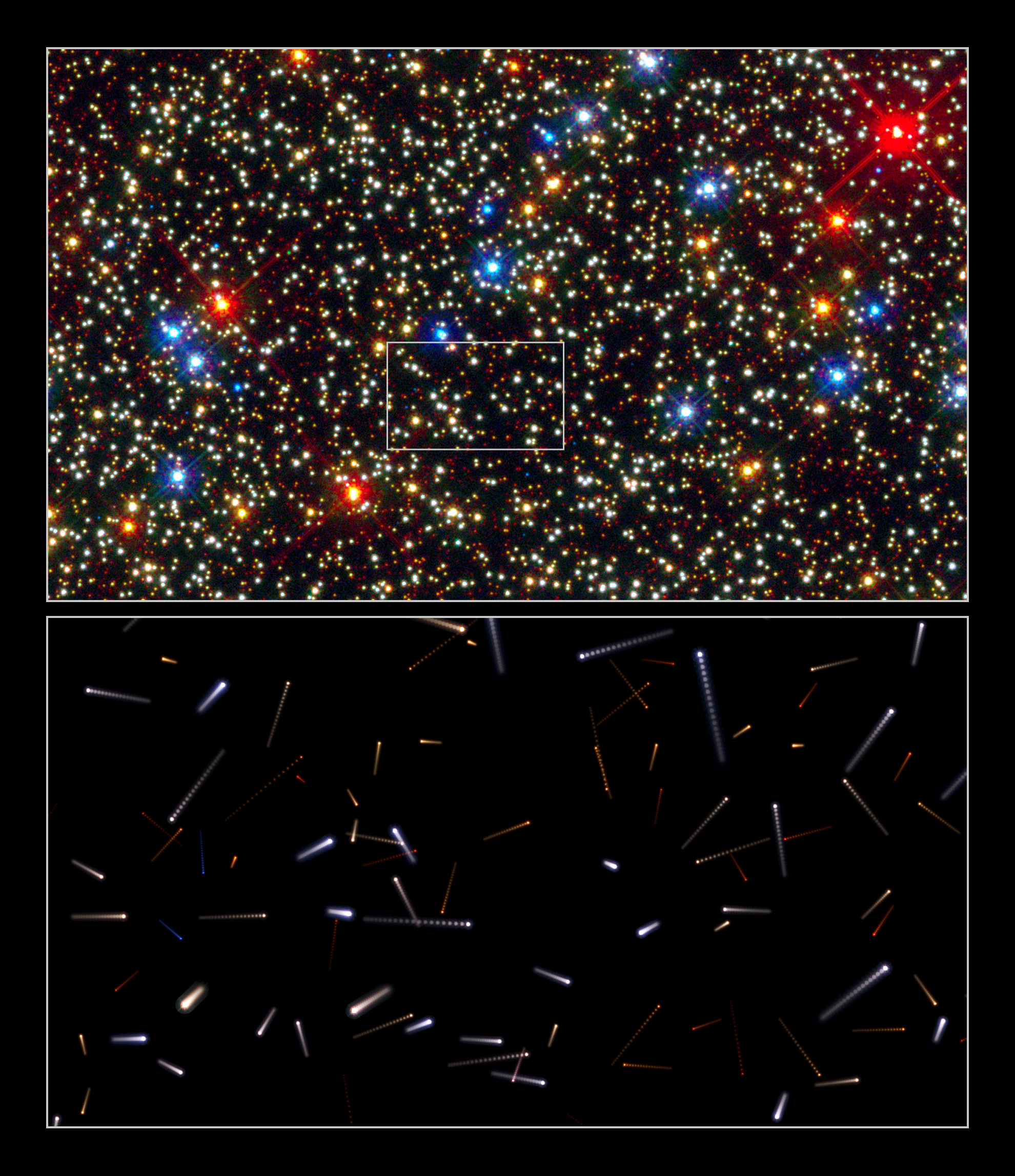
Центральная область скопления. В нижней части рисунка показаны расчётные траектории звёзд, отмеченных цветом в верхней части, на ближайшие 600 лет.

Омега Центавра находится в нашей Галактике и является её крупнейшим, самым ярким и массивным шаровым скоплением из известных. Лишь одно скопление в Местной группе превосходит его по этим параметрам — Майалл II, расположенное в галактике Андромеды. Омега Центавра удалено на 15—17 тысяч световых лет от Земли, что делает его одним из ближайших скоплений. Диаметр скопления — около 150 световых лет. В его состав входит около 10 миллионов звёзд, масса скопления составляет 4—5 миллионов масс Солнца. Плотность вблизи центра скопления составляет порядка 2000 M⊙/пк3. Большинство звёзд в скоплении — звёзды главной последовательности с небольшой массой, примерно равной или меньшей массы Солнца. Кроме них, имеется некоторое количество красных гигантов — звёзд на завершающих стадиях эволюции, а также голубых отставших звёзд — объектов, которые горячее и массивнее обычных звёзд и которые возникают в результате их слияний. В скоплении содержатся переменные звёзды, в частности, типов RR Лиры, SX Феникса, цефеид II типа, а также затменные переменные. Наконец, в центре скопления обнаружены радиопульсары.

### Омега Центавра как бывшая галактика
Существуют теории, что Омега Центавра является ядром карликовой галактики, которую в прошлом поглотил Млечный Путь. На это указывают, в частности, крупный размер и другие необычные для шаровых скоплений характеристики, представленные ниже:

#### Различный возраст звёзд
Одна из особенностей скопления Омега Центавра — то, что звёзды в нём имеют разный возраст и металличность, в то время как в большинстве скоплений они образуются практически одновременно и практически не отличаются по химическому составу. В скоплении звёзды имеют возрасты от 10 до 12 миллиардов лет и образовывались не равномерно, а в течение как минимум двух вспышек звездообразования. Это скопление стало первым, где были обнаружены звёзды разных популяций.

#### Чёрная дыра в центре скопления
В 2008 году была опубликована работа, в которой утверждалось, что в центре скопления находится чёрная дыра средней массы. Об этом свидетельствовало увеличение концентрации звёзд к центру и большие скорости в нём, и масса чёрной дыры оценивалась в 40000 масс Солнца.
Однако позднее, в работе 2010 года, было показано, что в скоплении не может быть чёрной дыры такой массы. Существование чёрной дыры в принципе не было опровергнуто, но была установлена верхняя граница её возможной массы — 12000 масс Солнца.

#### Другие признаки
К другим отличительным особенностям Омеги Центавра относится некоторая сплюснутость, вызванная вращением со скоростью до 8 км/с. Она не распространена у шаровых скоплений и присуща в основном галактикам. Отношение малой оси к большой для данного скопления составляет 0,88.

Изображение центра скопления в высоком разрешении, сделанное телескопом Хаббл

Также известно, что некоторые звёзды с аномально большими скоростями движения, такие как звезда Каптейна, образовались в данном скоплении и покинули его. Это также указывает на столкновение скопления с нашей Галактикой в прошлом.

## История изучения
Скопление Омега Центавра было известно с древнейших времён, но считалось звездой: в частности, в II веке н.э. оно было включено в каталог Клавдия Птолемея как звезда. В 1603 году Иоганн Байер, также принявший скопление за звезду, обозначил его в своём каталоге как «Омега Центавра», и с тех пор за скоплением закрепилось такое название, типичное для звёзд.
Эдмунд Галлей, исследовав скопление в 1677 году, впервые включил его в каталог как туманность. Никола Луи де Лакайль записал скопление в свой «Каталог незвёздных объектов» под названием I.5.
Первым, кто определил, что Омега Центавра — не просто туманность, а скопление звёзд, был Джон Гершель в 1830-х годах, по другим данным — Джеймс Данлоп в 1826 году.
В 1999 году было обнаружено, что звёзды в скоплении образовались не одновременно, и, таким образом, возникла гипотеза, что Омега Центавра в прошлом была галактикой.

## Наблюдения

Вид Млечного Пути из Южного полушария. Яркое белое пятнышко у правого края — Омега Центавра (в информации об изображении объект указан).

Омега Центавра имеет значительное отрицательное склонение, поэтому наблюдения возможны на широтах южнее 40° северного полушария. На средних широтах оно поднимается на малую высоту над горизонтом и земная атмосфера может сильно мешать. Лучшее время для наблюдения в северном полушарии — весна.
При хороших условиях наблюдения скопление легко видно невооруженным глазом: его видимая величина составляет +3,9m, а угловой диаметр — 36', что больше диаметра Луны. Для того, чтобы разрешить отдельные звёзды в скоплении, нужен телескоп с диаметром объектива от 125 мм, в более слабые инструменты будет видна только некоторая зернистость скопления.